# ایل روزبهانی
ایل روزبهانی،(به لری: روژبیانی/روژبهانی) یکی از کهن‌ترین و اصیل‌ترین ایلات قوم لر در غرب ایران و بخش‌هایی از کردستان عراق به‌شمار می‌رود. پیشینه این ایل به دوره ساسانیان بازمی‌گردد و بر پایه منابع متعدد تاریخی، خاندان روزبهانی از خاندان‌های بزرگ و ریشه‌دار زاگرس هستند که در مقاطع مختلف، نقش‌های مهم حکومتی، نظامی و اجتماعی در منطقه ایفا کرده‌اند.
امروزه جمعیت ایل روزبهانی در گستره وسیعی از مناطق غرب و جنوب‌غرب ایران و بخش‌هایی از عراق پراکنده است. مهم‌ترین مناطق سکونت این ایل عبارتند از:
- استان لرستان (به‌ویژه شهرستان بروجرد و بخش اشترینان، خرم‌آباد، الیگودرز و روستاهای پیرامونی)
- استان همدان (شهرستان‌های ملایر، نهاوند و روستاهای مرزی آن‌ها با بروجرد)
- استان خوزستان (شهرهای شوشتر، ایذه، لالی، گتوند و روستاهای اطراف)
- استان بوشهر (شهر بندر گناوه و روستای تل‌تل)
- استان فارس (به‌ویژه شیراز و مناطق اطراف)
- استان اصفهان (منطقه فریدن و شهرهای اصفهان و خمینی‌شهر)
- استان کهگیلویه و بویراحمد (یاسوج و بهبهان)
- تهران و کرج
- اقلیم کردستان عراق (شهرهای سلیمانیه، کرکوک، اربیل و مناطق اطراف)

تمرکز تاریخی و هویتی ایل روزبهانی عمدتاً در لرستان (به‌ویژه منطقه بروجرد و اشترینان) و استان همدان (ملایر و نهاوند) است، اما موج‌های مهاجرت و پراکندگی طی قرون گذشته باعث حضور گسترده آنان در سایر استان‌ها و حتی اقلیم کردستان عراق شده است. طایفه روژبیانی (معادل کردی روزبهانی) نیز در شهرهای سلیمانیه و کرکوک عراق حضور دارند و بسیاری از پژوهشگران، پیوند این طایفه را با ایل روزبهانی ایران تأیید می‌کنند.
مطابق یافته‌های پژوهشگران برجسته‌ای مانند ولادیمیر مینورسکی (در رساله لرستان) و دکتر سکندر امان‌اللهی بهاروند (در کتاب لرها)، ایل روزبهانی از جمله ایلات اصیل لُر محسوب می‌شود که نقش مهمی در ساختار اجتماعی و تاریخی منطقه زاگرس داشته است. حمدالله مستوفی در تاریخ گزیده (یکی از منابع مادر تاریخ ایران) و معین‌الدین نطنزی در منتخب‌التواریخ، روزبهانی‌ها را از طوایف مهم، صاحب منصب و امیرنشین «لُر کوچک» دانسته‌اند که در کنار طوایفی مانند بیرانوند، لک، ساکی، داود عباسی و غیره، هویت تاریخی قوم لر را شکل داده‌اند.
نسب ایل روزبهانی به خاندان «روزبه» می‌رسد که در متون تاریخی، از جمله دوره ساسانیان، فرماندهان و حکمرانانی چون «روزبه ساسانی» را در خدمت شاهان ساسانی به‌ویژه انوشیروان یاد کرده‌اند. این خاندان، بنابر نقل منابع، از عهد اکاسره (ساسانیان) تا قرون اولیه اسلامی، بر بخش‌هایی از لرستان تا کهگیلویه و زاگرس نفوذ و حکمرانی داشته‌اند.    
در منتخب‌التواریخ (نوشته‌شده بیش از ۹۰۰ سال پیش)، ساختار ایلات اصیل لر و منشأ نام آن‌ها چنین توصیف شده است:
«چنانچه سابقاً ذکر رفت، سبب وقوع لقب لری و کیفیت آن را یاد کرده‌ایم. این قوم در آن موضع بسیار شدند و بعد از آن هر قبیله‌ای به جهت علفخوار روی به موضعی نهادند، و بعضی به لقب پدر و بعضی به اسم موضع قرار گرفتند و نام قبیله بدان مشهور شد؛ مانند روزبهانی، داود عباسی، فضلی، ایازکی، عبدالملکی، ابوالعباسی که به نام پدر موسوم‌اند و سلوزی، جنگرویی، لک، هسته، کوشکی، کارند، سنوبدی، الانی، زخوارکی، براوند (بیرانوند)، زنگنه، مانکره‌ای، رازی، سلکی، ساکی، جودکی که با اسامی مواضع خود مشهور شده‌اند. بعضی از این اقوام مثل قوم سامی اگرچه زبان لری دارند اما در اصل لُر نبوده‌اند.»

#### تحلیل و شرح متن
در این روایت، معین‌الدین نطنزی ابتدا به افزایش جمعیت قوم لر در منطقه اشاره می‌کند. با گسترش این جمعیت و به دلیل شرایط معیشتی و چرای دام‌ها، گروه‌ها و خانوارها به نواحی مختلف کوچ کردند. این کوچ‌ها و پراکندگی‌های مکانی، موجب شد که طوایف بر اساس دو الگو هویت بگیرند:
1. بر مبنای نام پدر یا جد: مانند روزبهانی، داود عباسی، فضلی، ایازکی، عبدالملکی و ابوالعباسی. در این مدل، نام طایفه برگرفته از نام یک فرد یا جد بزرگ خاندان است. برای مثال، «روزبهانی» منسوب به «روزبه» است که در منابع دیگر هم به فرمانده و خاندان روزبه در دوره ساسانی اشاره شده است.
2. بر مبنای نام محل سکونت یا منطقه جغرافیایی: مانند سلوزی، جنگرویی، لک، هسته، کوشکی، کارند، سنوبدی، الانی، زخوارکی، براوند (بیرانوند)، زنگنه، مانکره‌ای، رازی، سلکی، ساکی و جودکی. این گروه‌ها نام خود را از مناطقی که در آن ساکن شده‌اند یا جغرافیای خاص خود گرفته‌اند.

نطنزی همچنین اشاره می‌کند که برخی اقوام، هرچند امروزه زبان لری دارند، اصالتاً از قوم لر نبوده‌اند؛ مانند قوم سامی. این دقت تاریخی اهمیت تمایزات ریشه‌ای و هویتی در جامعه عشایری و طایفه‌ای زاگرس را نشان می‌دهد.

#### نتیجه‌گیری و اهمیت تاریخی
بر اساس این گزارش کهن، ایل روزبهانی به‌عنوان یکی از طوایف اصیل لُر، از شاخه‌هایی است که نام خود را از جد بزرگ خاندان (روزبه) گرفته و به واسطه پیوند عمیق با تاریخ ساسانی و نقش‌آفرینی در تحولات سیاسی ـ اجتماعی منطقه زاگرس، در متون تاریخی همیشه به‌عنوان یکی از ایل‌های ریشه‌دار و معتبر لر ذکر شده است.
این ساختار نام‌گذاری و تبارشناسی در ایلات و طوایف لر، باعث شکل‌گیری هویت‌های قوی طایفه‌ای و قومی شده و به تداوم نفوذ و قدرت محلی خاندان‌هایی مانند روزبهانی‌ها کمک کرده است. جایگاه ممتاز روزبهانی‌ها در منابعی مانند منتخب التواریخ و دیگر اسناد، نمادی از تداوم رهبری سیاسی ـ اجتماعی و حفظ اصالت تاریخی در بین ایلات غرب ایران است.

## تاریخ گزیده و لرها

### بررسی جایگاه ایل روزبهانی در کتاب تاریخ گزیده و ساختار اجتماعی لرها

#### کتاب تاریخ گزیده
اثر حمدالله مستوفی، یکی از معتبرترین منابع تاریخی ایران در قرن هشتم هجری (۷۳۰ هجری قمری / قرن چهاردهم میلادی) است که ساختار ایلات، طوایف و نظام حکومتی و اجتماعی قوم لر را با دقت شرح داده است. این کتاب، برای اولین‌بار در متون تاریخی فارسی، به تفکیک میان طوایف اصیل لر و شعبات فرعی و نقش امارت در تبارشناسی این قوم پرداخته است.

#### نقل مستقیم و تفسیر متن تاریخی
مستوفی درباره طوایف و امرای اصلی لر چنین می‌نویسد:
«در مقدمه ذکر مقام لران و سبب وقوع اسم لری بر ایشان یاد کرده شد که در ولایت (کول) مانرود بوده اند، چون در آن ولایت (کول) مردم بسیار شدند هر گروهي بموضعی رفتن و ایشان را بدان موضع باز خواندند چنانکه سلبوری و جنگروی و اوتری و هر قبیله‌ای از لران که در آن ولایت مقام نداشتند لر اصلی نباشند و شعب ایشان بسیار است: کوشکی، کنبلی، روزبهانی، ساکی، شادلوی، داود عباسی، محمد کاری، گروهی جنگروی که امرای لر کوچک و خلاصه ایشانند، از شعبه سلبوری‌اند و از شعب دیگر این اقوام اند: کاوند، جنگروی، فضلی، سیوندی، آلانی، گاه‌گاهی، ورخوارکی، دری، براونده، مابگره، وازی، ایارکی، ابوالعباسی، علی مماسی، کیخاهی، سلگی، جودکی، ماروی و غیرهم منشعب شدند اما قوم سامی، اسان، سهی، ارکی اگرچه زبان لری دارند اما لر اصلی نباشند و دیگر داهات مانرود لر نیستند، روستای‌اند و این طوایف تا شهور سنه خمسین و خمس مایه هرگز سروری علی حده نداشته و مطیع دارالخلافه بودند.»

#### تحلیل دقیق متن و ساختار تبارشناسی
۱. اصالت و جایگاه رهبری:
مستوفی در این متن، معیار «مقام و منصب» را برای شناسایی طوایف اصیل لر تعیین می‌کند؛ یعنی تنها طوایفی که در «کول» مانرود (یکی از کهن‌ترین مناطق لرستان) صاحب منصب و مقام بوده‌اند، لُر اصیل تلقی می‌شوند.
نام بردن روزبهانی، کوشکی، کنبلی، ساکی و... در زمره امرای لر کوچک و از شعبه سلبوری، نشان می‌دهد که این طوایف نه فقط اصیل، بلکه برخوردار از جایگاه سیاسی و رهبری بوده‌اند. داشتن «منصب» در نظام طایفه‌ای، نشانه دیرینگی، اقتدار و پیوستگی به ریشه‌های عمیق زاگرسی است.
۲. منشأ تبارشناسی و نظام شعبات:
مستوفی توضیح می‌دهد که با افزایش جمعیت در کول مانرود، هر طایفه به ناحیه‌ای رفت و بر اساس منطقه، به نام آن منطقه یا به نام جد بزرگ خود، شناخته شد (همانند آنچه نطنزی نیز نقل کرده بود). در این ساختار، طایفه‌هایی مانند روزبهانی و کوشکی، به واسطه قدمت، قدرت و انتساب به اجداد بزرگ خود، همواره در زمره گروه‌های اصلی «امرای لر کوچک» بوده‌اند.
۳. تفکیک طوایف اصیل از اقوام زبان‌پذیرفته:
در ادامه متن، مستوفی با دقت بیشتری «قوم سامی، اسان، سهی، ارکی» را ذکر می‌کند که هرچند زبان لری دارند، اما از نظر تبار و ریشه، لُر اصلی نیستند. این اشاره مهم، بر لزوم توجه به تمایز فرهنگی-نسَبی در پژوهش درباره ایلات لر تأکید دارد و ریشه ایلات اصیل، مانند روزبهانی‌ها، را از دیگر گروه‌های هم‌جوار جدا می‌کند.
۴. استمرار قدرت محلی و هویت سیاسی:
ذکر این نکته که طوایف لر کوچک، از جمله روزبهانی‌ها، در دوره‌های مختلف «هرگز سروری علی‌حده نداشته و مطیع دارالخلافه بوده‌اند»، نشان از پیوستگی تاریخی این طوایف با ساختارهای حکومتی ایران و پذیرش یا تعامل با قدرت مرکزی دارد، بدون آنکه اصالت ایلی و جایگاه اجتماعی خود را از دست بدهند.

#### نتیجه‌گیری علمی
با اتکا به گزارش تاریخ گزیده، ایل روزبهانی نه تنها به‌عنوان یک طایفه اصیل و ریشه‌دار لُر با منشأ ساسانی، بلکه به‌عنوان یکی از «امرای لر کوچک» با جایگاه ممتاز سیاسی و اجتماعی در منطقه زاگرس شناخته می‌شود.
نظام نام‌گذاری طایفه‌ای، پیوند با اجداد تاریخی و استمرار مقام و منصب، همگی سبب شده که روزبهانی‌ها همواره در زمره هسته‌های هویت لرستان و زاگرس به‌شمار روند.
در ادبیات مستوفی، این طوایف به‌وضوح از اقوام صرفاً هم‌زبان یا روستایی متمایز شده‌اند و معیارهای اصالت و قدمت ایلی به‌شکل دقیق و مستند تبیین شده است.

## تاریخ

### تاریخ و جایگاه خاندان روزبهانی در منابع کهن
کتاب تاریخ گزیده اثر حمدالله مستوفی، یکی از مهم‌ترین متون تاریخی قرن هشتم هجری است که نه تنها اطلاعات ارزنده‌ای درباره تاریخ ایران و جهان تا سده هشتم، بلکه گزارش‌های دقیقی درباره ساختار ایلات و طوایف برجسته ایران زمین ارائه داده است.
در این کتاب، به صورت خاص به خاندان روزبهانی به عنوان یکی از خاندان‌های کهن و اصیل زاگرس اشاره شده و نقش سیاسی و اجتماعی آنان در تحولات لرستان و کهگیلویه به تفصیل بیان گردیده است.

### جایگاه خاندان روزبهانی در تاریخ
بر پایه روایت تاریخ گزیده، خاندان روزبهانی ریشه در دوره ساسانیان (اکاسره) داشته و از همان عصر، نقشی کلیدی در حکمرانی بخش‌هایی از لرستان و کهگیلویه ایفا کرده‌اند. مستوفی با ذکر نام «سیف‌الدین ماکان روزبهانی» به‌عنوان یکی از چهره‌های برجسته تاریخ منطقه، جایگاه این خاندان را در سده‌های نخستین هجری (قرن سوم و چهارم) نیز به رسمیت می‌شناسد:
«ولایت لرستان منقسم بدو قسمت است: لر بزرگ و لر کوچک، باعتبار دو برادر که در حدود سال سیصد هجری حاکم آنجا بودند؛ بدر، حاکم لر بزرگ بود و ابا منصور، حاکم لر کوچک... و در آن عهد، نیمی از زمین لرستان در تصرف شولان و پیشوای ایشان سیف‌الدین ماکان روزبهانی بود و او در آنجا از خاندان قدیم بود و اجداد ایشان از عهد اکاسره باز حاکم آن دیار بودند.»

### تحلیل و تفسیر تاریخی
۱. ریشه ساسانی و تداوم قدرت محلی:
تأکید مستوفی بر اینکه «اجداد سیف‌الدین ماکان روزبهانی از عهد اکاسره» (ساسانیان) حاکم لرستان بوده‌اند، نشان‌دهنده قدمت کم‌نظیر این خاندان در ساختار قدرت محلی زاگرس است. این امر جایگاه آنان را فراتر از یک طایفه عادی ایلی، و در سطح یک خاندان حاکم منطقه‌ای ـ با تداوم قدرت از پیش از اسلام تا قرون اولیه اسلامی ـ تثبیت می‌کند.
۲. رهبر قوم شول یا امیر لُر؟
در برخی روایات، سیف‌الدین ماکان روزبهانی به قوم شول منتسب شده است. اما تحلیل منابع اصلی (تاریخ گزیده و منتخب التواریخ) نشان می‌دهد که او از ایل روزبهانی بوده و تنها به‌عنوان متحد و رهبر نظامی قوم شول ایفای نقش می‌کرده است، نه اینکه اصالتاً از این قوم باشد.
شولان عمدتاً از اقوام لر فارس بوده‌اند، اما سیف‌الدین ماکان روزبهانی از نظر نژادی و تبار، از خاندان اصیل لر و جزو امرای لُر کوچک محسوب می‌شود.
۳. امارت و اصالت: معیار تمایز طوایف
مستوفی و نطنزی هر دو بر این نکته تأکید دارند که طوایفی که در میان لرها صاحب مقام و منصب (امارت) بوده‌اند، به عنوان «لُر اصیل» شناخته می‌شده‌اند. روزبهانی‌ها دقیقاً در همین طبقه قرار داشته‌اند و نقش رهبری آنان در قرون میانه از متون معتبر تاریخی قابل استخراج است.
۴. پیوند عمیق با سرزمین و هویت بومی
ذکر مکرر نام ایل روزبهانی در کنار سایر طوایف اصیل (مانند بیرانوند، لک، ساکی و غیره) هم در تاریخ گزیده و هم در منتخب التواریخ، بیانگر پیوند عمیق و پایدار این خاندان با ساختار سیاسی، اجتماعی و فرهنگی منطقه لرستان و کهگیلویه است.
همچنین اشاره منابع به نقش‌آفرینی این خاندان در تحولات اجتماعی و فرهنگی (فراتر از امارت سیاسی) گواه استمرار و نفوذ تاریخی آنان در بافت زاگرس است.
۵. اهمیت سیف‌الدین ماکان روزبهانی
نام بردن از سیف‌الدین ماکان روزبهانی به‌عنوان «پیشوای قوم شول و حاکم مناطق وسیعی از لرستان تا کهگیلویه» جایگاه استراتژیک ایل روزبهانی را در تحولات بزرگ منطقه‌ای قرون اولیه اسلامی نشان می‌دهد. نقش این خاندان، نه تنها در سیاست، بلکه در فرهنگ و ساختار اجتماعی منطقه آشکار است.

### نتیجه‌گیری علمی و اجمالی
با استناد به تاریخ گزیده و منتخب التواریخ، خاندان روزبهانی از نادر طوایف ایرانی است که ریشه حاکمیتی آن از دوران ساسانی تا سده‌های نخستین اسلامی بدون انقطاع ادامه یافته و همواره به عنوان یکی از محورهای قدرت و هویت ایلی در لرستان و کهگیلویه شناخته شده‌اند.
خلاصه ویکی‌پدیاپسند:
«بر پایه کتاب تاریخ گزیده حمدالله مستوفی، خاندان روزبهانی از عهد ساسانیان تا سده‌های اولیه اسلامی بر بخش‌هایی از لرستان و کهگیلویه حکمرانی داشته‌اند. سیف‌الدین ماکان روزبهانی، یکی از شخصیت‌های برجسته این خاندان، در سده چهارم هجری پیشوای قوم شول و امیر مناطق گسترده‌ای از زاگرس بوده است. منابع اصلی، او را نه از اصالت شولی، بلکه از خاندان قدیمی و اصیل لُر معرفی می‌کنند که به عنوان یکی از امرای لُر کوچک جایگاه ممتازی در تاریخ سیاسی و اجتماعی منطقه داشته‌اند.»

## بررسی ریشه تاریخی خاندان روزبهانی

### ریشه تاریخی و استمرار نفوذ خاندان روزبهانی در زاگرس و کهگیلویه
منطقه کهگیلویه، به‌عنوان یکی از کهن‌ترین حوزه‌های تمدنی و سیاسی زاگرس، همواره بستر تلاقی قدرت‌های محلی و خاندان‌های ایرانی‌تبار بوده است. در قلب این تاریخ هزارساله، خاندان روزبهانی نقشی بی‌بدیل و ماندگار داشته‌اند؛ نقشی که نه‌فقط در دوره‌های پیش از اسلام، بلکه تا قرون متمادی پس از ورود اسلام نیز تداوم یافته است.

### ۱. استناد به منابع کهن و پژوهشگران برجسته
بر مبنای گزارش ولادیمیر مینورسکی ـ ایران‌شناس روس و پژوهشگر بزرگ تاریخ زاگرس ـ در کتاب «رساله لرستان»، سیف‌الدین ماکان روزبهانی به‌عنوان یکی از امیران و شخصیت‌های برجسته قرن سوم هجری (حدود ۱۲۰۰ سال پیش) و رهبر منطقه کهگیلویه معرفی می‌شود.[۱]
مینورسکی بر اساس شواهد تاریخی متعدد، تصریح می‌کند که سیف‌الدین از طایفه روزبهانی، یعنی یکی از کهن‌ترین و اصیل‌ترین خاندان‌های لُر بود که نه‌تنها نفوذ سیاسی خود را از دوره ساسانیان (اکاسره) حفظ کرده بودند، بلکه حتی در شرایط تحولات بزرگ پس از ورود اعراب، همچنان به‌عنوان قدرت محلی فعال باقی ماندند.

### ۲. پیوند هویت بومی و نام‌گذاری جغرافیایی
در برخی متون تاریخی، همچون تاریخ گزیده و آثار بدیع‌الزمان فروزانفر و دیگر ایران‌شناسان، آمده است که نام «کهگیلویه» از شخصیت تاریخی گیلویه فرزند مهرگان و نوه روزبه گرفته شده است؛ نشان‌دهنده‌ی عمق تأثیر خاندان روزبه در نام‌گذاری، مدیریت، و فرهنگ منطقه. این سنت انتساب نام مناطق به رؤسای خاندان‌ها و امیران محلی، ویژگی برجسته‌ای در تاریخ سیاسی و اجتماعی ایران به‌شمار می‌آید.

### ۳. استمرار ساختار قدرت محلی پس از اسلام
بر اساس روایت رساله لرستان و مطابقت با شواهد تاریخ گزیده، منتخب التواریخ نطنزی، شرف‌نامه بدلیسی و دیگر اسناد معتبر، خاندان روزبهانی نه‌تنها در دوره ساسانیان، بلکه پس از ورود اعراب و در قرون نخست اسلامی نیز به رهبری منطقه کهگیلویه ادامه دادند.[۲][۳][۴] این استمرار، نمونه بارز بقای ساختارهای ایلی و طایفه‌ای پیشااسلامی در برابر موج تحولات ناشی از تغییرات سیاسی، فرهنگی و دینی است.
در این منابع تصریح می‌شود که سیف‌الدین ماکان روزبهانی با تکیه بر ریشه ساسانی، نه‌تنها در قامت امیری محلی، بلکه به‌عنوان رهبری فرهنگی و اجتماعی، تأثیرگذار بود. روایت‌های مرتبط با نقش این خاندان در حمایت از سنت‌های ایرانی، مشارکت در اداره منطقه، و حتی مقاومت در برابر سلطه‌های جدید، وجهی منحصر به فرد به هویت روزبهانی‌ها بخشیده است.

### ۴. هم‌سویی منابع و نقش ایل روزبهانی در زاگرس
یافته‌های مینورسکی با گزارش‌های سایر مورخان مانند اصطخری (در مسالک الممالک) و نیز مستوفی و نطنزی هم‌خوانی دارد؛ آنان به بقای پنج ایل یا «رم ساسانی» در زاگرس پس از حمله اعراب اشاره می‌کنند. یکی از مهم‌ترین این ایلات، ایل زمیگان یا همان رم روزبهانی بوده است که توسط خاندان روزبه اداره می‌شده است.[۵][۶]

### ۵. نتیجه‌گیری تحلیلی
با توجه به شواهد متعدد و هم‌سویی روایت‌ها، خاندان روزبهانی نمونه‌ای از تداوم قدرت و هویت بومی زاگرس هستند که هم در نام‌گذاری مناطق (کهگیلویه)، هم در نظام ایلی ـ سیاسی و هم در انتقال و حفظ میراث ساسانی در ساختار حکومتی پس از اسلام، نقش‌آفرینی کرده‌اند. حضور برجسته این خاندان در فهرست امرای اصلی لر کوچک، پیوند ناگسستنی با تاریخ منطقه و نفوذ دیرپای آنان را نشان می‌دهد.
جمع‌بندی برای دانشنامه ویکی‌پدیا:
«مطابق منابع معتبر از جمله رساله لرستان مینورسکی، تاریخ گزیده مستوفی و منتخب التواریخ نطنزی، خاندان روزبهانی از بازماندگان خاندان‌های قدرتمند ساسانی بوده‌اند که در منطقه کهگیلویه و زاگرس تا پس از ورود اسلام نیز قدرت و نفوذ خود را حفظ کردند. نام کهگیلویه به گیلویه فرزند مهرگان و نوه روزبه نسبت داده می‌شود و سیف‌الدین ماکان روزبهانی به عنوان یکی از امیران کلیدی این خاندان، نقشی ماندگار در تحولات منطقه و ساختارهای محلی زاگرس ایفا کرده است.»

## جغرافیای سکونت ایل روزبهانی

### پراکندگی تاریخی و امروزی
ایل روزبهانی به‌واسطه قدمت تاریخی، مهاجرت‌های گوناگون و ایفای نقش در تحولات بزرگ زاگرس، امروزه در پهنه‌ای وسیع از جغرافیای غرب و جنوب‌غرب ایران و حتی بخش‌هایی از عراق پراکنده است. گستره حضور این ایل نه‌تنها نشان از جمعیت قابل توجه آن دارد، بلکه بیانگر پیوند عمیق تاریخی و فرهنگی روزبهانی‌ها با مناطق گوناگون فلات ایران است.

#### ۱. استان لرستان
لرستان، به‌ویژه شهرستان بروجرد و بخش اشترینان، قطب اصلی تمرکز تاریخی و جمعیتی ایل روزبهانی به‌شمار می‌رود.
- روستاهای مهم سیلاخور شمالی: قلعه حاتم، قلعه کرم، فیال، ده ترکان (ده سپید)، دره گرگ (شهرک شهید محمد بروجردی)، لیقناب، گلزرد، ده یوسفعلی، دهنو شاقلی، بیدکلمه، دهریز، جعفرآباد، انگشته، دره گرم، گنداب، کارخانه سیلاخور و...   این روستاها غالباً دارای قدمت چندصدساله، پیوند خویشاوندی عمیق و میراث فرهنگی مشترک با طوایف همسایه هستند.
- خرم‌آباد و الیگودرز: شعباتی از ایل روزبهانی در شهرهای خرم‌آباد و الیگودرز نیز حضور داشته و نقش اجتماعی و اقتصادی در ساختار محلی دارند.

#### ۲. استان همدان
در شهرستان‌های ملایر و نهاوند و روستاهای مرزی آن‌ها با بروجرد، شاخه‌هایی از ایل روزبهانی سکونت دارند که اغلب روابط تاریخی و مناسبات ازدواجی با جمعیت‌های روزبهانی لرستان دارند.
- روستاهای کلیدی: واشان، کهکدان (کی کیان)، وناب، انوج (انوچ)، پیهان، قلعه قباد، فارسبان، ده سرخی، نامیله و سایر روستاهای کوهستانی مرزی   حضور روزبهانی‌ها در این منطقه، اغلب ریشه در مهاجرت‌های تاریخی ناشی از عوامل اقلیمی، نزاع‌های ایلی و جابه‌جایی اقتصادی داشته است.

#### ۳. استان خوزستان
شاخه‌ای از روزبهانی‌های لر بختیاری، در شهرها و روستاهای شمال خوزستان استقرار یافته‌اند:
- شهرهای شوشتر، لالی، گتوند، ایذه، شهرک شرافت، روستای بابا روزبهان   بخشی از این جمعیت به‌واسطه مهاجرت‌های اجباری و رخدادهای سیاسی ـ نظامی قرون گذشته، از لرستان به خوزستان کوچانده شده‌اند. این گروه با وجود حضور در اقلیم گرم خوزستان، همچنان زبان، رسوم و هویت لری خود را حفظ کرده‌اند.

#### ۴. استان اصفهان (منطقه فریدن)
تاریخ شفاهی و اسناد محلی نشان می‌دهد که بخشی از روزبهانی‌های لر بختیاری امروزی که ساکن اصفهان و خمینی‌شهر هستند، حدود چهارصد سال پیش از شهر گتوند خوزستان مهاجرت کرده‌اند.
- روستاهای دره‌ساری و ماهورک در فریدن: پس از مهاجرت به این مناطق که عمدتاً ترک‌نشین بوده‌اند، روزبهانی‌ها با جوامع محلی پیوند یافته اما هویت اصیل خود را حفظ کرده‌اند.   حفظ شجره‌نامه‌های خانوادگی و سنن لری، جلوه‌ای از پایبندی فرهنگی این شاخه است.

#### ۵. استان بوشهر
در شهر بندر گناوه و روستای تل‌تل، جمعیت قابل توجهی از روزبهانی‌ها حضور دارند.
- بنابر روایت شفاهی و کتاب تاریخ شول حیات داوود، طایفه‌ای به نام «خرمی» در تل‌تل، در اصل از طایفه روزبهانی است.
- مهاجرت یا تبعید این شاخه به بوشهر عمدتاً به دوره پس از قتل سیف‌الدین ماکان روزبهانی مربوط دانسته می‌شود.
- این خانواده‌ها با ثبت اسناد ملکی و شجره‌نامه‌های متعدد، پیوند با ریشه‌های خرم‌آبادی و اصالت لری خود را حفظ نموده‌اند.
- انتخاب نام خانوادگی «خرمی» نیز برای زنده نگه داشتن یاد سرزمین اجدادی (خرم‌آباد) بوده است.

#### ۶. استان فارس و کهگیلویه و بویراحمد
در شیراز و حومه، و نیز شهرهای یاسوج و بهبهان، گروه‌هایی از روزبهانی‌ها زندگی می‌کنند.
- مهاجرت به این مناطق عمدتاً ناشی از جابه‌جایی‌های اقتصادی و ارتباطات سیاسی طوایف لر کوچک و بختیاری با سایر مناطق زاگرس بوده است.

#### ۷. تهران و کرج
امروزه برخی خانواده‌های روزبهانی به‌دلیل تحصیلات، مشاغل دولتی و روندهای مدرن مهاجرت روستایی به شهری، در پایتخت و کلانشهرهای ایران حضور دارند.

#### ۸. اقلیم کردستان عراق
روژبیانی‌ها (معادل کردی روزبهانی) در شهرهای کرکوک، سلیمانیه، اربیل و حومه سکونت دارند.
- از نظر زبان‌شناسی، واژه «روژبیانی» صورت کردی‌شده «روزبهانی» است (تبدیل آوایی «ز» به «ژ» در انتقال میان فارسی و کردی رایج است).
- این طایفه در فرهنگ شفاهی کردی نیز به‌عنوان شاخه‌ای کهن و ریشه‌دار معرفی می‌شود و غالباً به پیشینه ایرانی و پیوند با لران غرب ایران افتخار می‌کنند.

### دلایل مهاجرت و حفظ هویت
مهاجرت‌های ایلی روزبهانی‌ها عمدتاً تحت تأثیر عوامل زیر صورت گرفته است:
- تحولات اقلیمی (خشکسالی و سیلاب‌ها)
- نزاع‌ها و جنگ‌های محلی (اختلافات طایفه‌ای، فشارهای حکومتی یا دشمنی با سایر ایلات)
- تحولات سیاسی و نظامی دوران صفویه، قاجار و پهلوی
- تبعید یا جابه‌جایی اجباری در پی رخدادهای مهم تاریخی (نظیر واقعه قتل سیف‌الدین ماکان روزبهانی)
- مهاجرت تحصیلی، کاری و روندهای نوین شهرنشینی

با وجود این پراکندگی جغرافیایی، شاخصه اصلی تمام شاخه‌های روزبهانی، پایبندی به هویت لری، آداب و رسوم، زبان بومی و شجره‌نامه خانوادگی است که نسل به نسل منتقل شده و همچنان در روابط خویشاوندی، آیین‌های سنتی و اسناد مکتوب بازتاب می‌یابد.

### اهمیت فرهنگی و پیوندهای منطقه‌ای
حضور گسترده ایل روزبهانی در زاگرس و غرب ایران، سبب شکل‌گیری شبکه‌ای از پیوندهای اجتماعی، اقتصادی و حتی سیاسی در سراسر مناطق غربی کشور شده است. این حضور، عامل مهمی در انتقال سنت‌ها، زبان لری، و میراث فرهنگی زاگرس به مناطق مختلف ایران بوده است.
در بسیاری از مناطق یادشده، آثار تاریخی، گورستان‌های خانوادگی، شجره‌نامه‌های دست‌نویس و حتی اشعار حماسی و آیینی درباره بزرگان ایل، شواهدی بر استمرار حضور و نقش اجتماعی این طایفه هستند.
جمع‌بندی برای درج در ویکی‌پدیا:
«ایل روزبهانی با پراکندگی گسترده در استان‌های لرستان، همدان، خوزستان، اصفهان، بوشهر، فارس، کهگیلویه و بویراحمد، تهران، کرج و نیز اقلیم کردستان عراق (کرکوک، سلیمانیه، اربیل)، یکی از ایلات ریشه‌دار زاگرس است. مهم‌ترین شاخصه‌های جمعیت روزبهانی در همه این مناطق، حفظ زبان و هویت لری، ارتباط خویشاوندی میان شاخه‌ها و تداوم آداب و رسوم اصیل ایلی است. دلایل مهاجرت گسترده این ایل، طی قرون اخیر، شامل عوامل اقلیمی، سیاسی، نظامی و اقتصادی بوده و در هر منطقه، آثار و شواهد متعددی از حضور فرهنگی و تاریخی روزبهانی‌ها به چشم می‌خورد.»

## طوایف

### ساختار درونی و طوایف ایل روزبهانی
ایل روزبهانی همچون دیگر ایلات ریشه‌دار زاگرس، ساختاری پیچیده، چندلایه و مبتنی بر روابط خویشاوندی گسترده دارد. این ایل در طول تاریخ، به واسطه مهاجرت‌ها، وقایع سیاسی و پیوندهای اجتماعی، به شاخه‌ها و طوایف متعددی تقسیم شده است که هر یک، ریشه در یک تیره یا جد بزرگ، یا منطقه خاص جغرافیایی دارند.

### تقسیم‌بندی طایفه‌ای (تیره‌ها و شاخه‌ها)
بر اساس منابع محلی، شجره‌نامه‌های خانوادگی و روایات شفاهی، مهم‌ترین طوایف و شاخه‌های ایل روزبهانی عبارت‌اند از:
- طایفه سیلاخوری (سیلاخور شمالی): شاخه‌ای عمده از روزبهانی‌ها که در روستاهای سیلاخور شمالی بروجرد (قلعه حاتم، فیال، ده ترکان، لیقناب و...) ساکن هستند. این طایفه به دلیل حضور در منطقه سیلاخور، عمدتاً با سایر ایلات سیلاخوری و لر کوچک پیوندهای دیرین دارد.
- طایفه اشترینانی: طایفه‌ای که بیشتر در محدوده اشترینان و روستاهای پیرامون آن زندگی می‌کنند و از لحاظ خویشاوندی با طوایف لر بروجرد درهم‌تنیده‌اند.
- طایفه خوزستانی (لر بختیاری): این شاخه از روزبهانی‌ها در شهرهای خوزستان (شوشتر، لالی، گتوند، ایذه، شهرک شرافت و ...) پراکنده‌اند و به دلیل مهاجرت از زاگرس به خوزستان، با ایلات بختیاری و لر بزرگ هم‌زیستی داشته‌اند.
- طایفه فریدنی: روزبهانی‌های مهاجر به منطقه فریدن اصفهان (دره‌ساری و ماهورک) که در کنار جامعه ترک‌زبان فریدن، هویت لری خود را حفظ نموده‌اند.
- طایفه بوشهری (خرمی): شاخه‌ای که پس از تبعید یا مهاجرت از لرستان و خرم‌آباد به بندر گناوه و روستای تل‌تل بوشهر نقل مکان کردند. طایفه «خرمی» در اصل همان روزبهانی‌های مهاجر است که در زمان صدور شناسنامه، نام خانوادگی «خرمی» را برای یادآوری ریشه خود (خرم‌آباد) برگزیدند.
- طایفه همدانی: شاخه‌هایی از روزبهانی که در روستاها و شهرهای ملایر، نهاوند و مرزهای لرستان و همدان حضور دارند.
- طایفه کردستانی (روژبیانی): شاخه‌ای از روزبهانی‌ها که در اقلیم کردستان عراق (کرکوک، سلیمانیه، اربیل) حضور یافته‌اند و به نام کردی‌شده «روژبیانی» شهرت دارند.
- شاخه‌های کهگیلویه و بویراحمد و فارس: جمعیت‌هایی از روزبهانی‌ها که به واسطه مهاجرت‌های تاریخی، در شیراز، یاسوج، بهبهان و نواحی مجاور اسکان یافته‌اند.

### ویژگی‌ها و نقش اجتماعی طوایف
هر یک از این طوایف، شجره‌نامه و تاریخ شفاهی مختص به خود دارند و غالباً با القاب و اصطلاحات محلی (مانند: سیلاخوری، خوزستانی، اشترینانی و ...) شناخته می‌شوند.
ساختار درونی ایل، مبتنی بر ریاست خانوادگی، احترام به ریش‌سفیدان و گردانندگان طایفه، و همچنین پیوند قوی خویشاوندی میان شاخه‌ها است. این شبکه ارتباطی، سبب شده روزبهانی‌ها در هنگام بروز بحران‌ها، وقایع اجتماعی یا مراسم جمعی، همواره از انسجام و وحدت داخلی برخوردار باشند.

### پیوند با سایر ایلات و مهاجرت‌ها
برخی طوایف روزبهانی به مرور زمان با ایلات بختیاری، لک، سیلاخوری، و حتی قبایل کرد و ترک منطقه روابط خویشاوندی و ازدواجی برقرار کرده‌اند. این پیوندها همواره عامل مهمی در گسترش جغرافیایی ایل، افزایش اقتدار اجتماعی، و انتقال فرهنگ و زبان لری به مناطق جدید بوده است.

### نقش زنان و جوانان
در بسیاری از طوایف ایل روزبهانی، زنان نقشی فعال در حفظ سنت‌ها، اشعار حماسی و آیین‌های محلی دارند و جوانان با وجود مهاجرت به شهرها و تحصیل در دانشگاه‌ها، پیوند خود را با اصالت ایلی و طایفه‌ای حفظ می‌کنند. حفظ شجره‌نامه‌ها، انتقال شفاهی داستان‌های خانوادگی و اجرای مراسم سنتی، نشانه‌ای از قدرت و انسجام این ساختار است.
خلاصه ویکی‌پدیاپسند:
«ایل روزبهانی از طوایف متعدد و شاخه‌هایی چون سیلاخوری، اشترینانی، خوزستانی (لر بختیاری)، فریدنی، بوشهری (خرمی)، همدانی، کردستانی (روژبیانی) و گروه‌هایی در کهگیلویه، فارس و سایر مناطق تشکیل شده است. این طوایف با حفظ ساختار درونی، شجره‌نامه‌های خانوادگی و پیوندهای خویشاوندی، یکی از منسجم‌ترین ایلات زاگرس را تشکیل می‌دهند.»

## افراد سرشناس روزبهانی

### شخصیت‌های تاریخی
۱. سیف‌الدین ماکان روزبهانی
از بزرگ‌ترین و اثرگذارترین چهره‌های تاریخ ایل روزبهانی و زاگرس، که نام او به‌طور مستقیم در منابعی چون تاریخ گزیده و رساله لرستان آمده است.
- مقام و نقش:   پیشوای قوم شول و حاکم بخش‌هایی از لرستان و کهگیلویه در قرن سوم و چهارم هجری.
- اهمیت:   او از خاندان قدیم روزبهانی و نماد تداوم قدرت سیاسی ساسانیان در زاگرس تا دوره اسلامی است.   نقش محوری در اتحاد قبایل لُر کوچک و مقاومت فرهنگی ـ سیاسی در برابر نفوذ بیگانگان و ساختارهای نوظهور پس از اسلام داشت.   سیف‌الدین در منابع متعدد به عنوان رهبری دارای نفوذ، جایگاه امارت و منزلت اجتماعی برجسته معرفی شده است.

۲. گیلویه فرزند مهرگان (نوه روزبه)
در برخی متون تاریخی (از جمله روایات محلی کهگیلویه)، گیلویه به عنوان یکی از فرزندان خاندان روزبه معرفی می‌شود که نام منطقه «کهگیلویه» از او گرفته شده است.
- اهمیت:   گیلویه نماد هویت محلی و نشانه‌ای از نقش خاندان روزبهانی در نام‌گذاری و مدیریت کهگیلویه است.

۳. ملا عبدالله روزبهانی
- مقام:   از بزرگان ایل روزبهانی در عصر صفوی و قاجار (بر اساس اسناد مالکیت و شجره‌نامه‌های موجود).
- اهمیت:   مالک اراضی و بنیان‌گذار شاخه‌هایی از خاندان روزبهانی در بوشهر (روستای تل‌تل)؛ نام او در اسناد تاریخی و معاملات اراضی و شجره‌نامه‌های روزبهانی‌های بوشهر و خوزستان ذکر شده است.

### چهره‌های معاصر و نوین
۴. دکتر ابراهیم روزبهانی
- حوزه فعالیت:   پژوهشگر، نویسنده و فعال در حوزه فرهنگ لری، احیاگر مراسم و فولکلور محلی در لرستان و همدان.
- اهمیت:   نقش فعال در حفظ زبان و سنت‌های شفاهی ایل روزبهانی و انتشار آثار مرتبط با هویت لری.

۵. سردار حاج رضا روزبهانی
- حوزه فعالیت:   فرمانده نظامی و چهره اجتماعی در خوزستان؛ از مدیران پروژه‌های عمرانی و توسعه‌ای منطقه.
- اهمیت:   نقش برجسته در وحدت‌بخشی میان طوایف روزبهانی و تقویت ارتباطات ایل در سطح ملی و محلی.

۶. اساتید دانشگاه و مدیران بومی
در دهه‌های اخیر، جمع قابل توجهی از فرزندان ایل روزبهانی در جایگاه‌های علمی، پژوهشی، پزشکی، حقوقی و مدیریتی استان‌های غربی و جنوب غربی ایران فعالیت دارند.
این اسامی به دلیل پراکندگی و رشد تحصیلات عالی در ایل، در شجره‌نامه‌ها و انجمن‌های روزبهانی‌های سراسر کشور ذکر می‌شود.
۷. شاعران و هنرمندان
در حوزه هنر، موسیقی، شعر و داستان‌نویسی محلی، نیز چهره‌هایی از خانواده‌های روزبهانی در لرستان، همدان و خوزستان به معرفی فرهنگ لری، ثبت فولکلور و روایت‌های ایلی پرداخته‌اند.

### نکته پایانی و راهنمای تکمیل
این فهرست قابل گسترش و به‌روزرسانی است. اگر اطلاعات مستند درباره چهره‌های علمی، هنری، اجتماعی یا نظامی معاصر از شاخه‌های مختلف ایل روزبهانی در اختیار دارید، با ارائه نام، نقش و محل فعالیت، می‌توان بخش افراد سرشناس را تکمیل و غنی‌تر کرد.
خلاصه برای درج در ویکی‌پدیا:
«از چهره‌های برجسته ایل روزبهانی می‌توان به سیف‌الدین ماکان روزبهانی (امیر و پیشوای لرستان و کهگیلویه در قرون اولیه اسلامی)، گیلویه فرزند مهرگان (نوه روزبه و منسوب به نام‌گذاری منطقه کهگیلویه)، ملا عبدالله روزبهانی (بنیان‌گذار شاخه‌هایی از طایفه روزبهانی در بوشهر)، دکتر ابراهیم روزبهانی (پژوهشگر فرهنگ لری) و حاج رضا روزبهانی (فرمانده و مدیر محلی) اشاره کرد. همچنین افراد متعدد دیگری از این ایل در حوزه‌های علمی، مدیریتی و هنری نقش ایفا کرده‌اند.»